# 东方红广场
36°03′10″N 103°50′26″E / 36.05282°N 103.84055°E

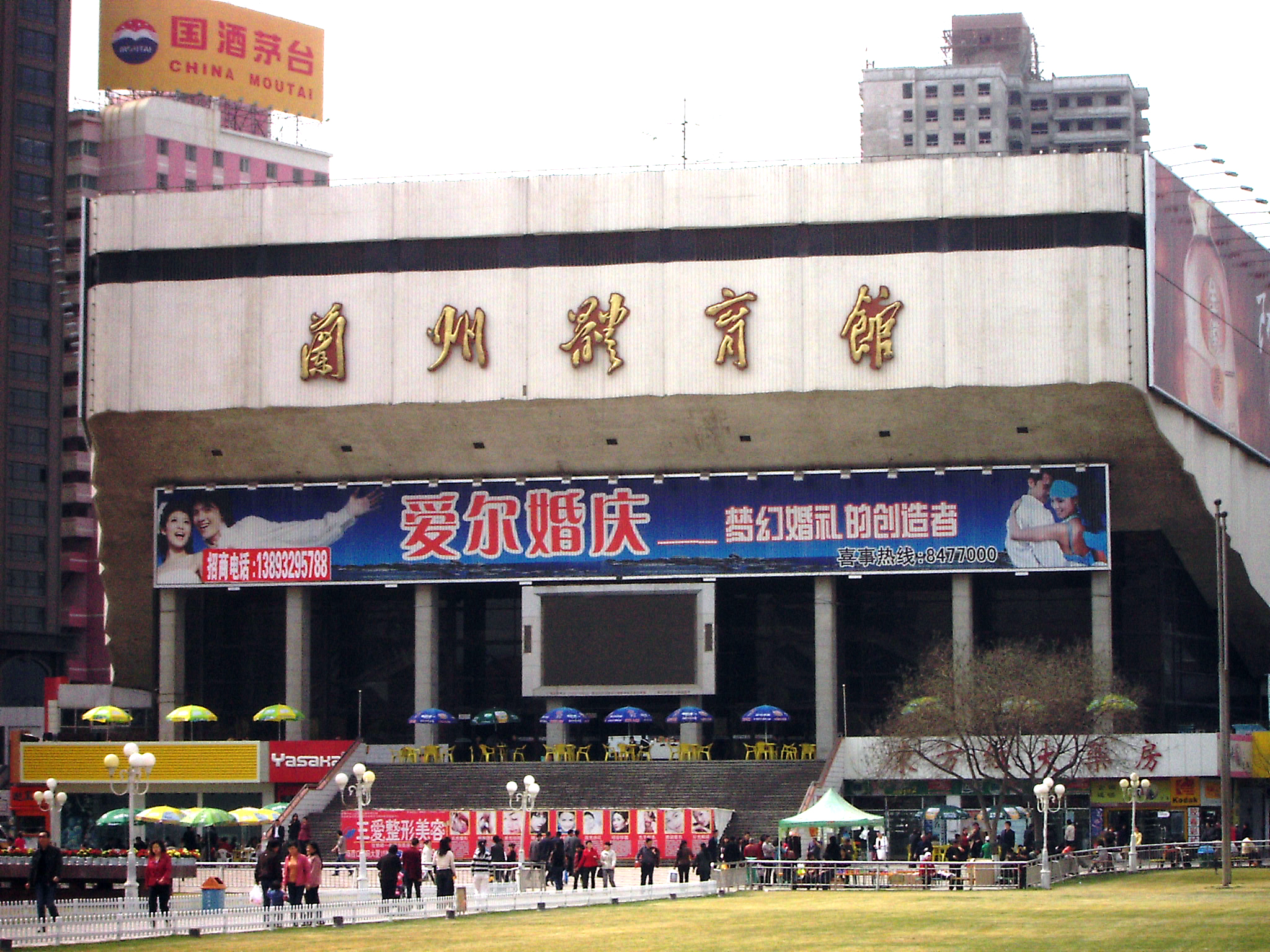
位于广场西侧的兰州体育场

东方红广场是兰州市的一处大型广场。它位于兰州市区的中心位置。西侧是体育场，东侧是国芳百货商场。

## 广场历史
本广场于1968年更为目前的名称，1981年在广场加建了喷泉和草坪。在1984年于广场西侧新建了一座体育场。1993年建造了地下购物中心，并对广场进行了扩建。

## 建筑信息
本广场宽638公尺（2093英尺），长155公尺（509英尺）。总面积92172平方米（992130平方英尺）。

## 地铁站
东方红广场站坐落于广场的北侧，目前兰州地铁1号线和2号线贯穿其中。